# 东庙 (新巴尔虎右旗)
东庙，藏语名“图布旦达日加楞”，位于中国内蒙古自治区呼伦贝尔市新巴尔虎右旗，是一座藏传佛教格鲁派寺院。 

## 简介
新巴尔虎右旗有西庙、东庙。西庙是正黄旗旗庙、二苏木庙（正黄旗第二佐（苏木）庙）、三苏木庙（正黄旗第三佐（苏木）庙）组成的一个小寺庙群，位于西希拉尼高地方。
正黄旗第一佐（苏木）庙，藏语名“图布旦达日加楞”，俗称“东庙”。咸丰二年（1852年）创建，位于东希拉尼高地方。该庙内设曼巴学塾，培养喇嘛医人才。鼎盛时期，该庙的法会聚集560余名喇嘛。1950年，该庙法会还有60名喇嘛参加。文化大革命中，该庙被毁坏。